# 地域政党いわて
地域政党いわて（ちいきせいとういわて）は、かつて岩手県内で活動していた地域政党。
最盛期には岩手県議会や岩手県内の市町村議会に複数の議員を有していた。また、京都党など他地域で活動する地域政党とも交流を深めていたが、2013年9月より休止状態に入り、2015年5月に正式に解散した。

## 沿革
2010年4月16日に県議会の議会会派「政和・社民クラブ」に所属していた県議5名と市議会議員（奥州市）1名によって結成され、同月25日に県選挙管理委員会に政治団体としての届け出を提出した。第22回参議院議員通常選挙と同時に行われた同年7月11日の県議会盛岡市選挙区補欠選挙にて党公認の吉田敬子を当選させた。
2011年3月11日に発生した東日本大震災に対応するため、震災対策本部を設置して被災地支援にあたっている。7月1日には「復興マニフェスト2011」を発表した。7月29日には党に所属していた高橋博之県会議員が岩手県知事選挙（9月11日投開票）に無所属で出馬することを正式に表明した。このため高橋は議員を辞職して党籍を離れた。高橋は県知事選で地域政党いわて・自民党・社民党の3会派が結成した「いわて復興県民の会」の推薦を受けて現職の達増拓也（民主推薦）と争った。しかし達増知事が大差をつけて当選を果たし、高橋候補は敗れた。
知事選と同時に行われた県議会議員選挙では候補者7名中現職候補4名が当選するに留まった。この結果、改選前より1議席減らしたが、民主、自民に次ぐ第3党の座は堅持した。しかし2012年7月26日に民主党会派を離脱した小沢新党系の県議10名によって新会派「希望・みらいフォーラム」が結成されたことにより、第4党となった。県議会で最小の「交渉団体会派」である。
2012年8月20日、板垣武美花巻市議、佐藤邦夫奥州市議が離党し、細川宏幸花巻市議は除籍処分とした。また次期衆院選の対応については、「単独候補の擁立は現段階では行わない見込み」と表明した。。2012年11月28日、記者会見で飯沢が特定の政党への推薦や支援をすることを否定。ただし（自民党公認で岩手2区から立候補予定の）鈴木俊一氏の支援などを行うことを排除しない」と発表している。また、及川が日本維新の会から何度か出馬要請を受けたが、申し出を断ったことを明かした。
2013年9月2日、吉田敬子県議が離党届を提出、4日付で除籍処分とした。吉田の除籍により、県議会での議席数が4から3議席となった事で、交渉団体会派の資格を喪失した。同月16日、民主党離党者6名と新会派「いわて県民クラブ」を結成。その後、党としての活動は停止状態となり、2015年5月1日に県民クラブが政治団体としての届け出をしたのを契機に、党を解散した。

## 政策
結党宣言で「中央政党の党利党略に地方政治が振り回されることなく、地域主権の当事者である住民目線で地方政治を行う地域政党は、時代の要請」と謳い、「岩手の岩手による岩手のための自治」を守り育てるための新しい地方政治の実現、「ホンモノの住民主権」「活きた民主主義」を作り上げる運動を発展させるとしている。
具体的には、8つの「岩手をなんじょにがする基本政策」を掲げている。地方議会改革、岩手オリジナルの地域農政確立、地域医療問題など地域に根差した政策を策定しているのが特徴である。
他の地域で活動する地域政党との連携も模索している。2011年6月15日には京都市の地域政党である京都党と連携協定を結んだ。これは地域主権改革や震災で打撃を受けた観光などの復興支援に連携して取り組むためである。

## 綱領
私たちの政治姿勢
1．モノ言う自立型地方政治
2．首長と議会の善政競争
私たちの政策の基本方針
3．積み上げ型の合意形成
4．岩手オリジナルの地域政策
5．脱バラマキで財政再建
私たちの地域主権
6．地域主権の実践トレーニング
7．郷土愛と誇りにあふれた地域作り

## 党役員
| 役職名       | 氏名       | 備考                     |
| ------------ | ---------- | ------------------------ |
| 代表         | 飯沢匡     |                          |
| 幹事長       | 及川あつし |                          |
| 総務会長     | 亀掛川富夫 | 代表代行兼務             |
| 政務調査会長 | 板垣武美   | 「分権政策」特命担当兼務 |

## 議員
岩手県議会（3名）
飯沢匡（一関選挙区）
及川あつし（盛岡選挙区）
工藤勝博（八幡平選挙区）
市議会（1名）
大原たけし（花巻市）

### 前職・元職の議員
- 高橋博之（花巻選挙区） - 2011年岩手県知事選に出馬するため離党。
- 亀掛川富夫（奥州選挙区） - 2011年岩手県県議会選挙で落選。
- 細川宏幸（花巻市） - 2012年除籍。
- 板垣武美（花巻市） - 2012年離党。
- 佐藤邦夫（奥州市） - 2012年離党。
- 吉田けい子（盛岡選挙区） - 2013年除籍。